# Salles (Deux-Sèvres)
Salles é uma comuna francesa na região administrativa da Nova Aquitânia, no departamento de Deux-Sèvres. Estende-se por uma área de 7,77 km². Em 2010 a comuna tinha 340 habitantes (densidade: 43,8 hab./km²).